# Josh Thomas (Komiker)

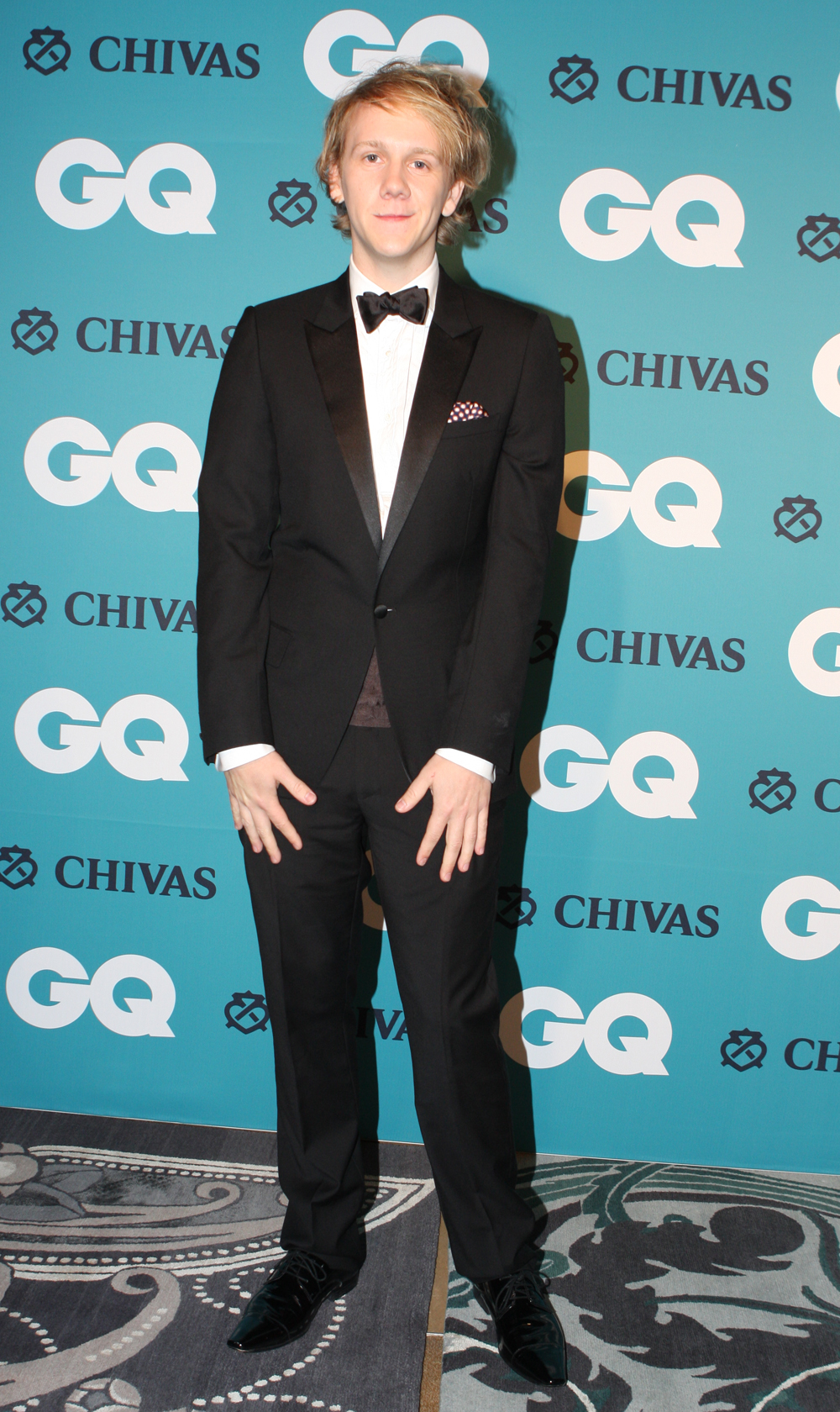
Josh Thomas

Josh Thomas (* 26. Mai 1987 in Blackwater) ist ein australischer Schauspieler, Drehbuchautor und Komiker.

## Leben und Karriere
Thomas wuchs in Brisbane auf. Er war das jüngste von drei Kindern.
Im Alter von 17 Jahren gewann Thomas die Raw Comedy Competition am Melbourne International Comedy Festival. Er war damit der jüngste Gewinner, der jemals den Preis entgegengenommen hat. Es folgten weitere Comedy-Auftritte in Australien, sowie einige Auftritte im Reality-TV.
Internationalen Erfolg erlangte Thomas als Erfinder der australischen Fernsehserie Please Like Me. In den vier Staffeln der Serie war er nicht nur als Drehbuchautor, sondern auch als Schauspieler, Regisseur und Produzent tätig. Die Serie basiert lose auf Thomas’ Leben. Sie zeigt das Leben von Thomas’ Alter Ego Josh, dessen Freundin in der Eröffnungsszene mit ihm Schluss macht, weil Josh schwul ist.
Thomas, dessen Mutter in seiner Kindheit einen Suizidversuch unternahm, setzt sich für mehr Bewusstsein und Sensibilität in der Öffentlichkeit für die psychische Gesundheit ein. Ein Kernthema von Please Like Me ist unter anderem der Umgang mit psychischen Störungen.

## Privatleben
Thomas ist homosexuell. In seiner Jugend führte er jedoch viele Beziehungen mit Mädchen. Dass er schwul ist, wurde ihm erst in seinem frühen Erwachsenenalter bewusst. Thomas’ erster Freund war der Radio- und Fernsehmoderator Tom Ballard. Mit ihm war Thomas zwei Jahre zusammen. Seit 2012 führt Thomas eine Beziehung mit dem Schauspieler und Produzenten Josh Schmidt. Bei Thomas wurde eine ADHS diagnostiziert, er geht offen mit der Diagnose um.

## Filmografie
- 2011: Warehouse Comedy Festival (Fernsehserie, 1 Episode, als Drehbuchautor)
- 2013–2016: Please Like Me (Fernsehserie: als Schauspieler, Drehbuchautor, Regisseur und Produzent)
- Seit 2020: Everything's Gonna Be Okay (Fernsehserie, 10+ Folgen)